# عشرت أباد (زهرا السفلى)
عشرت أباد (بالفارسية: عشرت‌آباد) هي قرية تقع في إيران في Zahray-ye Pain Rural District. يقدر عدد سكانها بـ 312 نسمة .